# Mélanie McQuaid
Pour les articles homonymes, voir McQuaid.
Mélanie McQuaid née le 17 mai 1973 à Victoria au Canada est une cycliste et triathlète professionnelle 1er championne et double championne du monde de cross triathlon en 2011 et 2017 (ITU), triple vainqueur du championnat du monde de Xterra Triathlon en 2003, 2005 et 2006.

## Biographie

### Jeunesse
Mélanie McQuaid fait des études à l’université de Victoria avant de se lancer dans une carrière sportive. Elle commence le sport par la pratique de l’athlétisme puis elle pratique le  cyclisme jusqu'à l'âge de 27 ans sur route et hors route. Elle parvient à se qualifier pour les championnats du monde sur route en 2000, elle finit à la 60e place de la course en ligne. La même année, elle s'essaye au cross triathlon en prenant part au circuit Xterra, où elle prend une très belle deuxième place au championnat du monde, elle évolue dès lors définitivement vers le triathlon.

### Carrière en triathlon
En 2006 Mélanie McQuaid devient la première triple championne du monde de Xterra Triathlon, elle remporte également en  avril 2011, l'édition inaugurale du championnat du monde de cross triathlon organisée par la fédération internationale de triathlon (ITU).
Après plusieurs titres et années de compétitions dans le cross triathlon, elle s'engage dans le triathlon longue distance et rencontre rapidement ses premiers succès. Elle emporte en 2014 plusieurs Ironman 70.3 et participe à la finale de ce championnat du monde à Mont Tremblant dans son pays natal.
À l'âge de cinquante ans en 2023, elle finit sur la troisième marche du podium de l'Ironman Coeur d'Alene dans l'Idaho et deuxième de l'Ironman Maryland dans l'État de New York.

### Autres activités professionnelles
En dehors de ses activités sportives personnelles, Mélanie McQuaid a co-organisé une émission de radio, géré une équipe cycliste professionnelle et a plusieurs expériences de speaker sportif sur de nombreux médias. En 2009, elle est nommée par la revue spécialisée Triathlète magazine , triathlète offroad de l’année, elle continue ces activités auxquelles s'ajoute une activité d'entraineur de triathlon.

## Palmarès triathlon
Le tableau présente les résultats les plus significatifs (podium) obtenus sur le circuit international de triathlon depuis 2000,.
| Année | Compétition                             | Pays        | Position           | Temps           |
| ----- | --------------------------------------- | ----------- | ------------------ | --------------- |
| 2023  | Ironman Coeur d'Alene                   | États-Unis  | Médaille de bronze | 9 h 22 min 2 s  |
| 2023  | Ironman Maryland                        | États-Unis  | Médaille d'argent  | 8 h 7 min 54 s  |
| 2022  | Ironman Wisconsin                       | États-Unis  | Médaille de bronze | 10 h 6 min 34 s |
| 2021  | Ironman Chattanooga                     | États-Unis  | Médaille de bronze | 9 h 4 min 20 s  |
| 2019  | Ironman Wisconsin                       | États-Unis  | Médaille d'argent  | 9 h 29 min 17 s |
| 2017  | Championnat du monde de triathlon cross | Canada      | Médaille d'or      | 2 h 34 min 35 s |
| 2015  | Ironman 70.3 Victoria                   | Canada      | Médaille d'or      | 4 h 24 min 50 s |
| 2015  | Challenge St. Andrews                   | Royaume-Uni | Médaille d'or      | 4 h 26 min 57 s |
| 2015  | Ironman Canada                          | Canada      | Médaille d'argent  | 9 h 48 min 23 s |
| 2014  | Ironman 70.3 Boise                      | États-Unis  | Médaille d'or      | 4 h 24 min 7 s  |
| 2014  | Ironman 70.3 Lake Stevens               | États-Unis  | Médaille d'or      | 4 h 27 min 8 s  |
| 2014  | Ironman 70.3 Ballarat                   | Australie   | Médaille d'or      | 4 h 19 min 40 s |
| 2012  | Championnat du monde de triathlon cross | États-Unis  | Médaille d'argent  | 2 h 27 min 15 s |
| 2011  | Championnat du monde de triathlon cross | Espagne     | Médaille d'or      | 1 h 43 min 1 s  |
| 2010  | Ironman 70.3 Lake Stevens               | États-Unis  | Médaille d'or      | 4 h 27 min 16 s |
| 2009  | Championnat du monde Xterra - Maui      | États-Unis  | Médaille de bronze | 3 h 5 min 46 s  |
| 2007  | Championnat du monde Xterra - Maui      | États-Unis  | Médaille d'argent  | 3 h 9 min 52 s  |
| 2006  | Championnat du monde Xterra - Maui      | États-Unis  | Médaille d'or      | 3 h 7 min 53 s  |
| 2005  | Championnat du monde Xterra - Maui      | États-Unis  | Médaille d'or      | 3 h 7 min 16 s  |
| 2004  | Championnat du monde Xterra - Maui      | États-Unis  | Médaille d'argent  | 3 h 4 min 25 s  |
| 2003  | Championnat du monde Xterra - Maui      | États-Unis  | Médaille d'or      | 2 h 57 min 8 s  |
| 2000  | Championnat du monde Xterra - Maui      | États-Unis  | Médaille d'argent  | 3 h 9 min 17 s  |

## Palmarès cyclisme
Sur route, elle finit deuxième de la cinquième étape de Redlands Bicycle Classic en 1999. L'année suivante, elle participe aux championnats du monde sur route où elle prend la 60e place de la course en ligne. En VTT, elle finit huit fois dans le « Top 10 » du championnat du Canada de cross-country dont quatrième en 1997 et 1999.